# Reskript

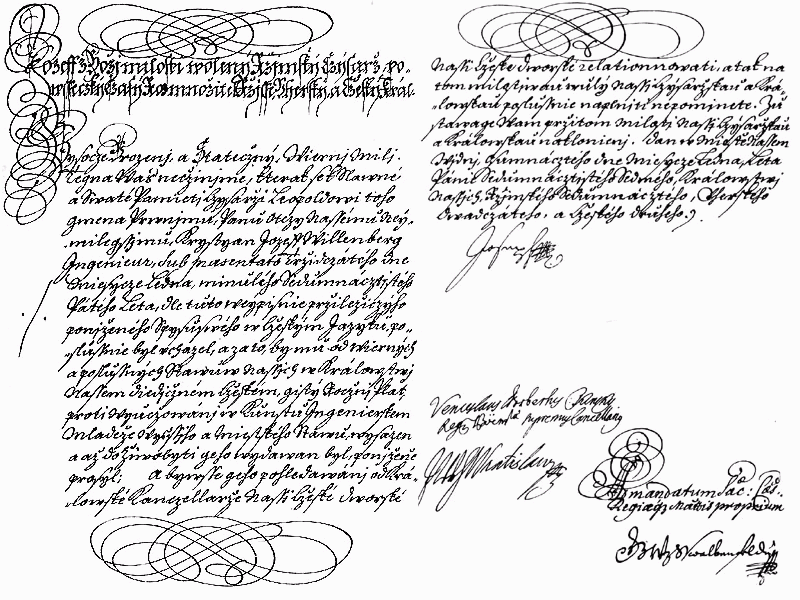
Reskript císaře Josefa I. ze dne 18. ledna 1707

Reskript (latinsky rescriptum = odpověď) je písemné rozhodnutí, příkaz či odpověď panovníka opatřená podpisem. Vychází z římského práva a jeho klasickou formou je buď samostatný dopis (lat. epistula), nebo odpověď zaznamenaná přímo za text původní žádosti. Reskript řešil vždy konkrétní požadavek, teprve soudy mu následně daly obecnou právní závaznost. Z dnešního pohledu vnímáme reskript jako právní dokument.

## Reskript v římském právu
V římském právu prostřednictvím reskriptu odpovídal císař na dotazy či žádosti veřejných i soukromých osob. Císař jako hlavní garant práva vydával svá rozhodnutí, tzv. constitutiones principum ve čtyřech základních podobách. Jednou z nich byl reskript. Kromě toho se v římském zákonodárství používaly další prameny civilního práva, a to decreta (císařovy rozsudky konkrétních sporů), mandata (císařovy instrukce pro podřízené úředníky) a edicta principis (obecně závazné normy upravující konkrétní případ, vydávané i císařskými úředníky).
Reskript se do jisté míry podobal dekretům. Znamenal odpověď císaře na právní dotazy soukromých osob. Dotaz musel být podáván osobně kancléři, odpověď byla připsána pod text dotazu, a byla chápána jako závazná norma, na jehož základě bylo například možné legitimovat nemanželské dítě. Prostřednictvím reskriptu se nejen uplatňovalo právo již platné, ale rovněž se vytvářelo právo nové. Nařízení mělo sice platit jen pro konkrétní případ, v soudní praxi však byl reskript chápán jako obecně závazná norma, a časem se z něj stal pramen práva.

## Reskript v kanonickém právu
V římskokatolickém kanonickém právu je koncept reskriptu v podstatě převzat z římského správního řádu a stal se běžně užívanou formou kanonického rozhodování jednotlivých případů. Reskript je v současnosti jednou z forem církevní správní činnosti upravené v Codex iuris canonici. Prostřednictvím reskriptu jsou na žádost udělovány příjemcům milosti, privilegia či povolení.
Rescriptum ex Audientia SS.mi je ústní rozhodnutí papeže sepsané zaměstnancem kurie. Například „Rescriptum ex Audientia SS.mi“ Reskriptum Svatého otce Františka ke schválení norem o deliktech vyhrazených Kongregaci pro nauku víry ze dne 11. října 2021.

## Reskript v českých zemích
V českých zemích se reskriptem nazývají listiny, kterými král zahajuje, odročuje, uzavírá či rozpouští sněm, sněmu odpovídá nebo se k němu obrací. Mohou to být také akta vydaná panovníkem a určená pro soukromé záležitosti, jako například adopci či legitimizaci nemanželského dítěte.
Jedním z nejvýznamnějších reskriptů je pro Čechy Královský reskript ze dne 12. září 1871, ve kterém císař František Josef I. potvrdil svou ochotu nechat se korunovat českým králem a současně vyzval český sněm k vypořádání českých poměrů v souladu se státoprávními poměry říše.
Příklady dalších významných reskriptů pro české země:
- Reskript císaře Josefa I. ze dne 18. ledna 1707, ve kterém císař doporučil českým stavům vyhovět žádosti Christiana Josefa Willenberga, aby směl v Praze vyučovat „v umění inženýrském“. Tento reskript patří k nejcennějším historickým dokumentům dnešního Českého vysokého učení technického v Praze a je považován za jeho zakládající listinu.[5]
- Reskript Marie Terezie ze dne 13. října 1753, v němž bylo stanoveno pravidelné sčítání lidu. Na jeho základě byl v roce 1754 proveden soupis lidu, který byl první svého druhu v Evropě.[6]
- Reskript Josefa II. ze dne 12. ledna 1782, tzv. sekularizační, na jehož základě bylo zahájeno početné rušení klášterů s výjimkou těch, které vyvíjely vědeckou, pedagogickou nebo charitativní činnost (počet klášterů tak postupně klesl na polovinu).[7]